# Мерсада Бечирспахич
Мерсада Бечирспахич (8 грудня 1957) — югославська баскетболістка.
Бронзова призерка Олімпійських Ігор 1980 року.